# Alluaudia procera
Alluaudia procera är en tvåhjärtbladig växtart som först beskrevs av Emmanuel Drake del Castillo, och fick sitt nu gällande namn av Emmanuel Drake del Castillo. Alluaudia procera ingår i släktet Alluaudia och familjen Didiereaceae. Inga underarter finns listade i Catalogue of Life.

## Bildgalleri

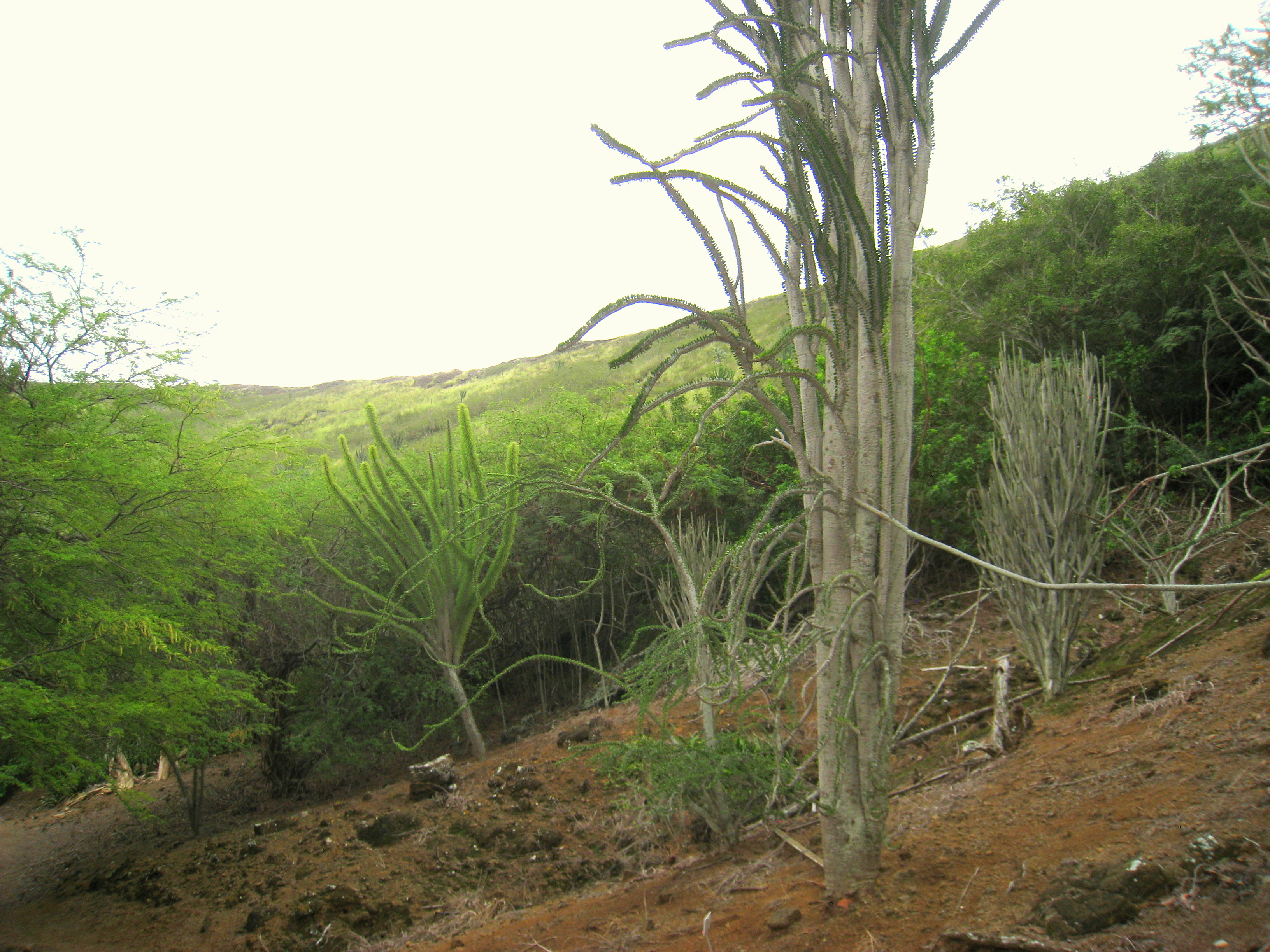
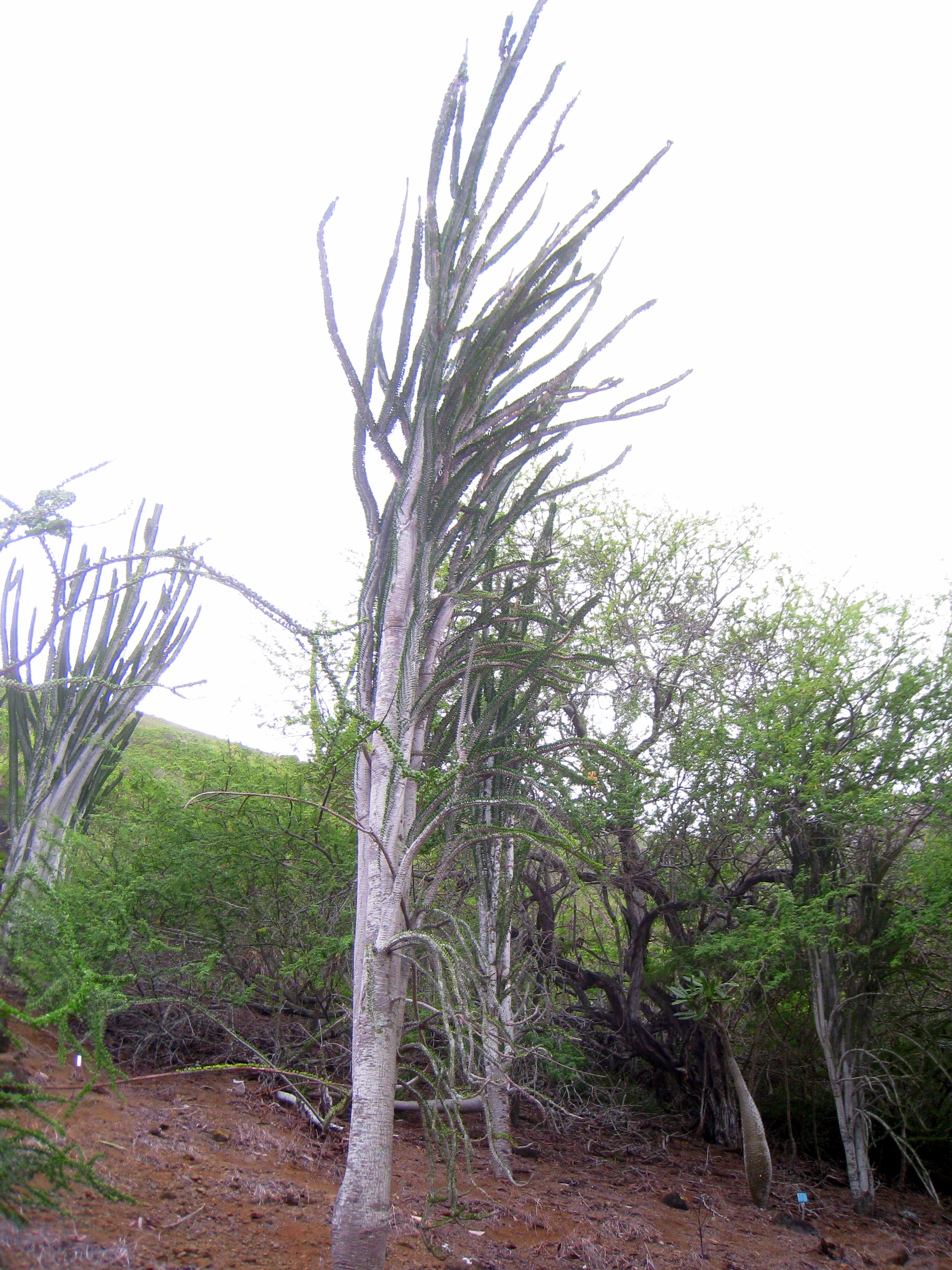
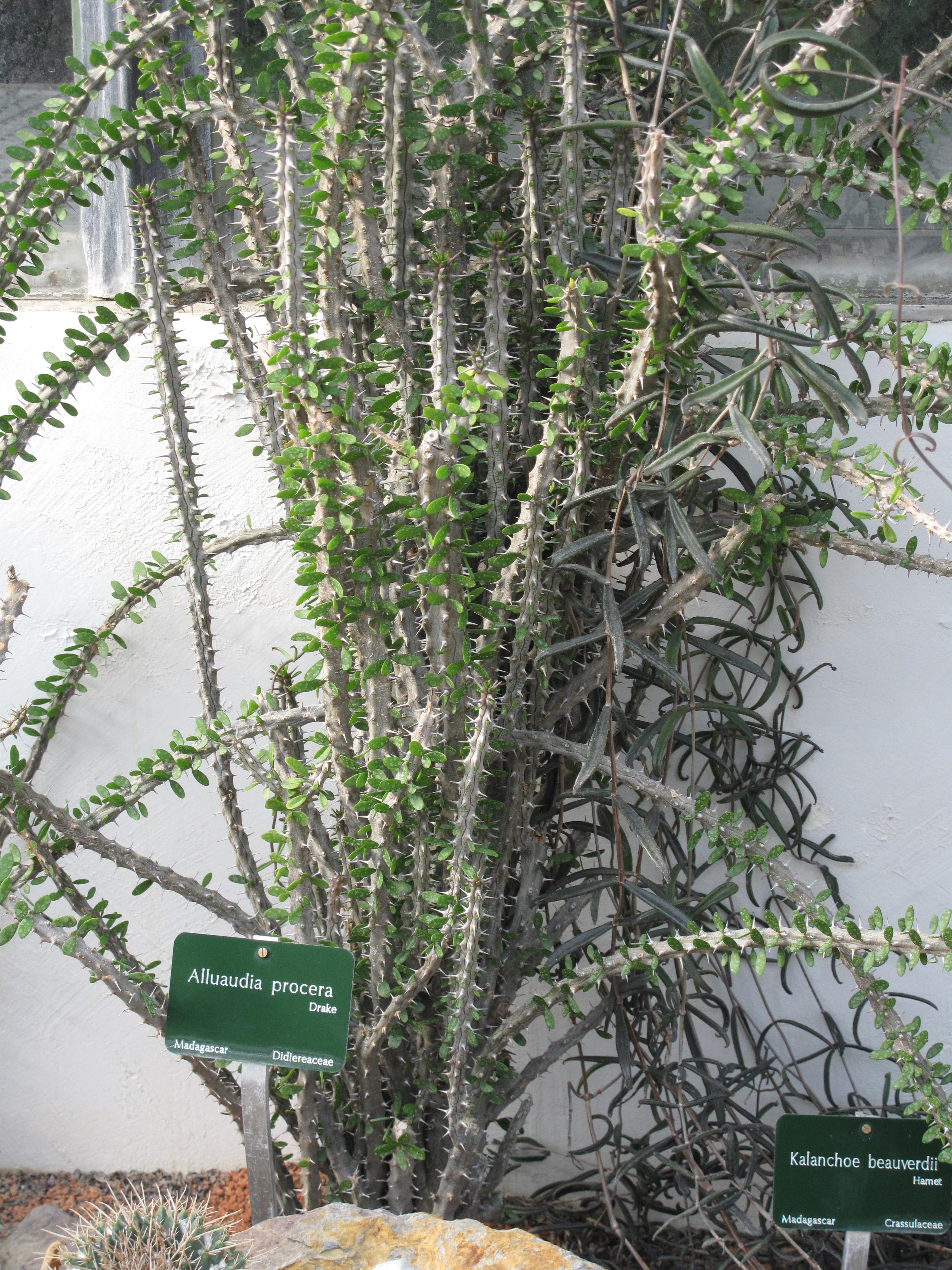
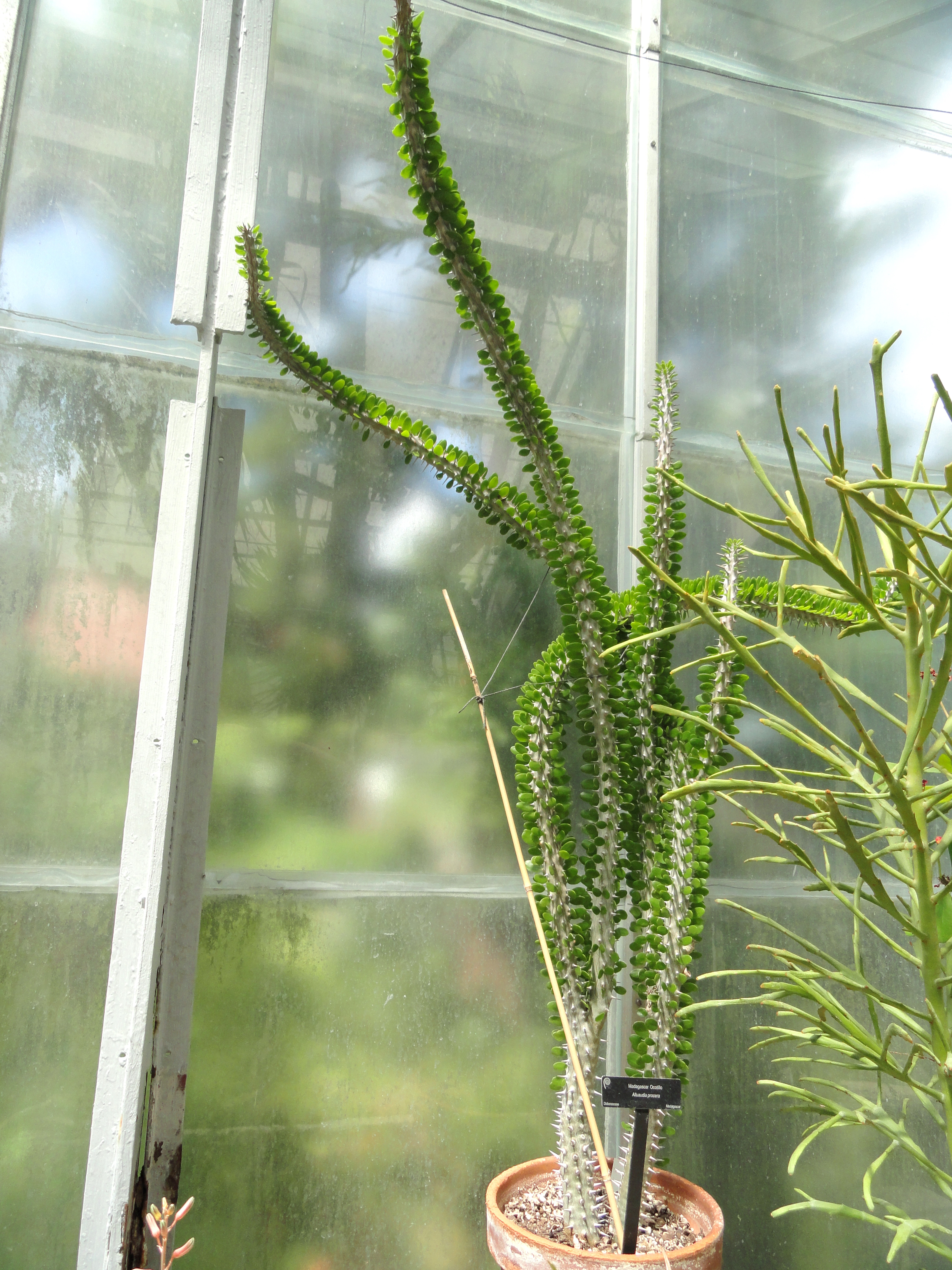
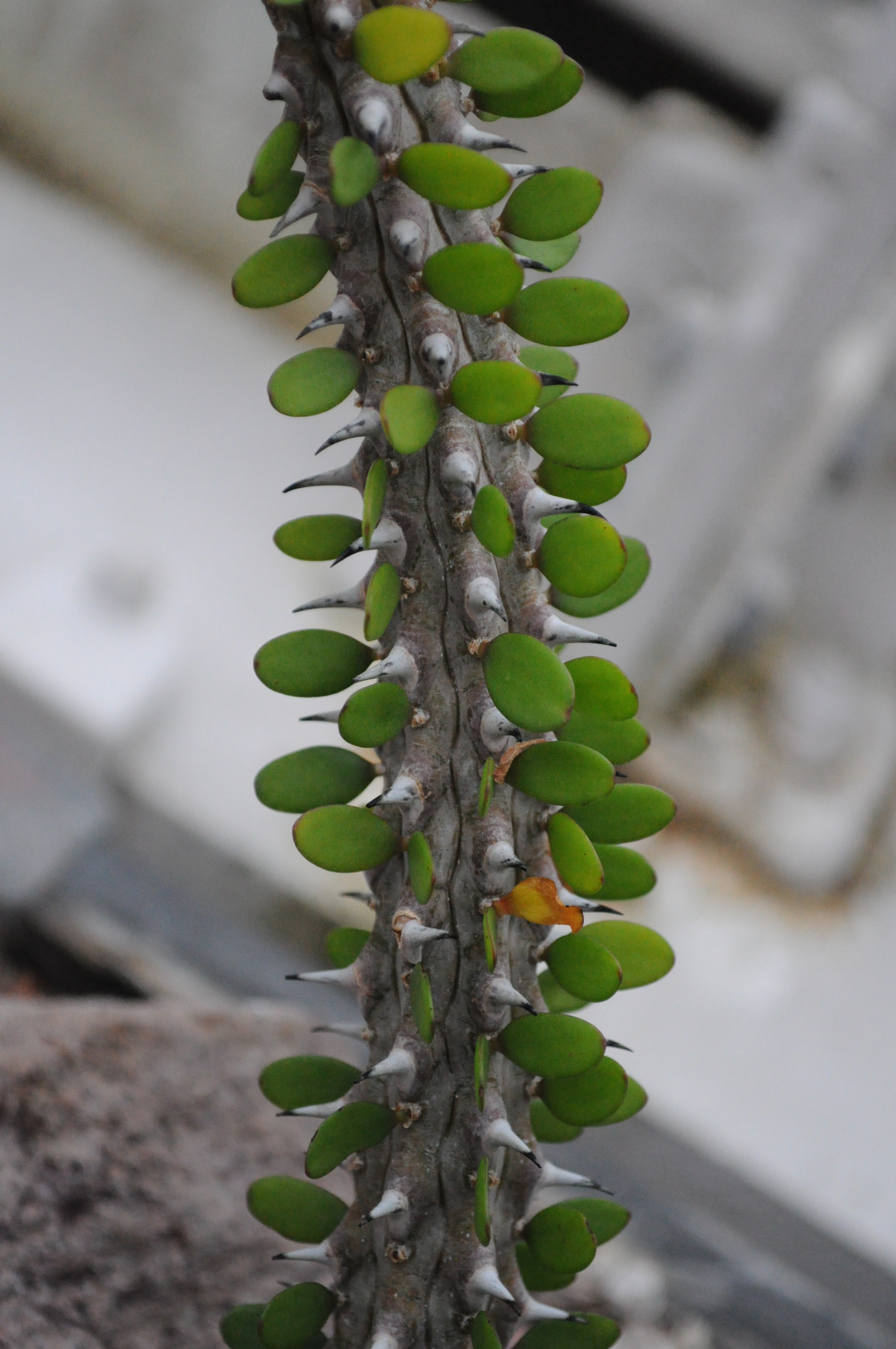
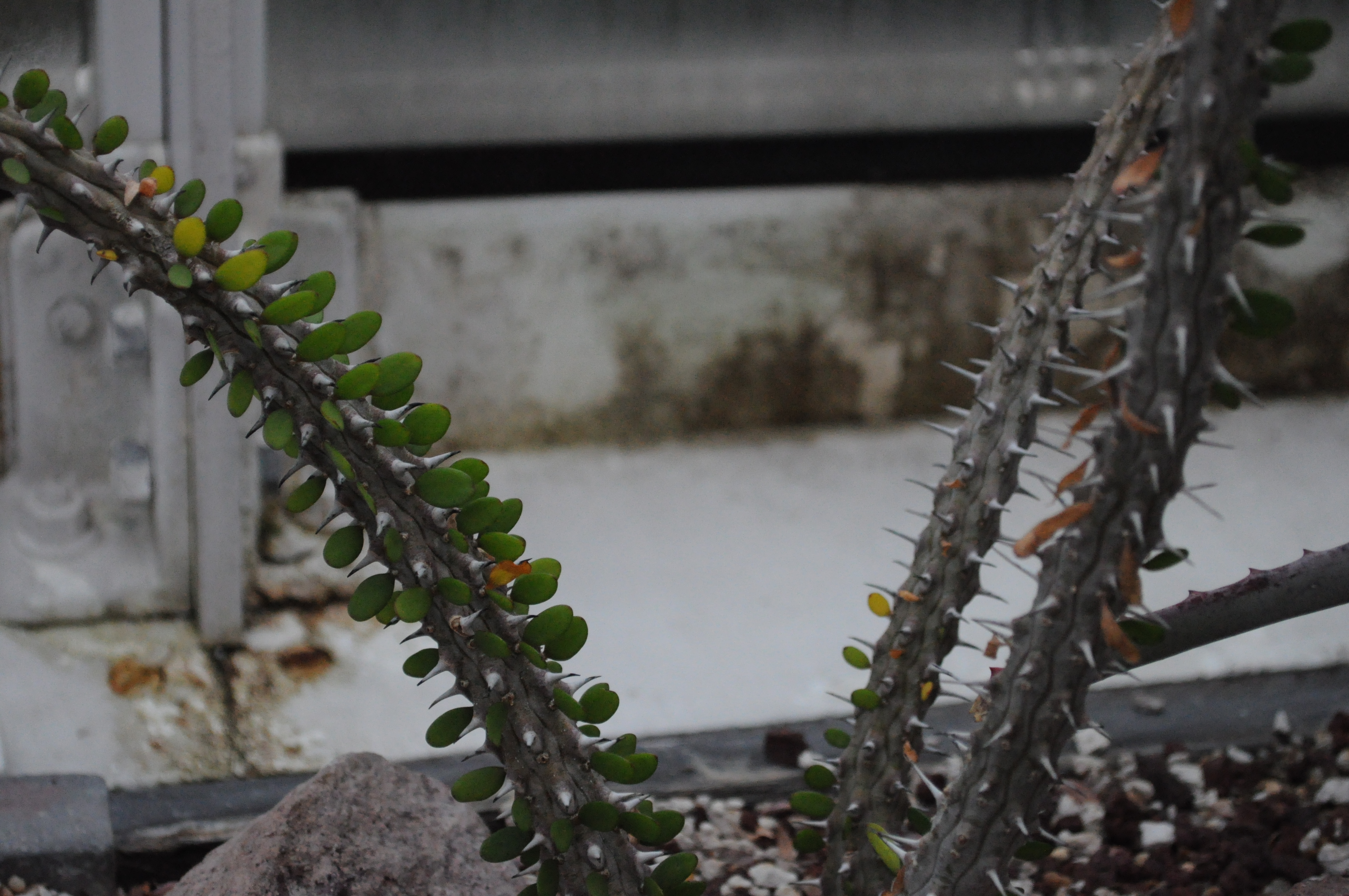